# 105ª Squadriglia
La 105ª Squadriglia del Servizio Aeronautico del Regio Esercito dal settembre 1916 vola con aerei Voisin.

## Storia

### Prima guerra mondiale
La 105ª Squadriglia viene creata nel settembre 1916 sull'Aeroporto di Firenze-Campo di Marte al comando del capitano Ferdinando Rospigliosi dotata di Voisin III.
Il 1º gennaio 1917 dispone di 4 piloti per 5 Voisin ed in seguito arrivano altri 3 piloti.
Nella seconda parte dell'anno è comandata dal Tenente Armando Deidier che dispone di 6 piloti.
Composta da 6 sezioni con 9 Voisin al 1º gennaio 1918 è comandata dal Cap. Emilio Maiocchi che dispone di 6 piloti.
In seguito il comando passa al Ten. Camillo Silva che il 18 luglio ha un incidente di volo con un Savoia-Pomilio SP.3.
Il 15 settembre dispone di 8 Savoia-Pomilio SP.2 ed Ansaldo S.V.A. 5 per 7 piloti ed alla fine del conflitto ha 4 S.P.2 e 2 SVA 3.
Dopo essere passata al comando del Cap. Luigi Giovanardi viene sciolta il 18 gennaio 1919.

### Guerra d'Etiopia
Il 16 ottobre 1935 sull’Aeroporto di Capodichino rinasce la 105ª Squadriglia AO della Regia Aeronautica. Tra il 25 e il 30 del mese il reparto parte per Massaua, dove arriva ai primi del mese di novembre nell'ambito della Guerra d'Etiopia. L'unità è dislocata all'Aeroporto di Assab. Il 30 dicembre inizia le sue operazioni belliche inquadrata nella III Brigata aerea di Asmara con 10 IMAM Ro.37bis.
Al 15 gennaio 1936 era ancora ad Assab.